# بلدرچین بوته‌ای رابینسون
 بلدرچین بوته‌ای رابینسون (نام علمی: Turnix olivii) نام یک گونه از تیره بلدرچین بوته‌ای است.